# Camponotus flavomarginatus
Camponotus flavomarginatus is een zwartgekleurde mier die voorkomt in Afrika. De mier nest in de bodem. En doet aan landbouw op de kruidachtige vegetatie rond het nest.